# Häng Gud
"Häng Gud" är en sång från 1979 av svenska punkgruppen Ebba Grön.

Låten är från början med på singeln Total-Pop, men finns även både på Samlade singlar 78/82 och Ebba Grön 1978-1982. Det finns även en version av denna låt i ett lugnare tempo spelat på en orgel. Den kan hittas på Boxen och i Ebba the Movie, där man också får se Thåström spela låten på just en orgel i Uppsala domkyrka.